# Kosmos 2537
Kosmos 2537, ruski vojni satelit nepoznate namjene iz programa Kosmos. Pretpostavlja se da je vjerojatno vrste Napraženije br. 2. Prema izjavi ruskog ministarstva obrane, satelit je za proučavanje umjetnih i prirodnih učinaka svemira na ruske svemirske letjelice i kalibriranje radarskih sustava zračnih i svemirskih snaga.
Lansiran je 10. srpnja 2019. godine s kozmodroma Pljesecka, s mjesta 43/4. Lansiran je u nisku orbitu oko planeta Zemlje raketom nosačem Sojuz-2.1v/Volga. Orbita mu je 611 km u perigeju i 623 km u apogeju. Orbitna inklinacija mu je 97,89°. Spacetrackov kataloški broj je 44422. COSPARova oznaka je 2019-039-B. Zemlju obilazi u 97,04 minute. 
S njim su lansirana još tri satelita nepoznate namjene. Razgonski blok Volga 14S46 br. 3 je u niskoj orbiti oko Zemlje.

## Vanjske poveznice
- N2YO.com Search Satellite Database (engl.)
- Celes Trak SATCAT Format Documentation (engl.)